# U-842
U-842 je bila nemška vojaška podmornica Kriegsmarine, ki je bila dejavna med drugo svetovno vojno.

## Zgodovina
Podmornica je bila potopljena 6. novembra 1943 v zahodnem severnemu Atlantiku v spopadu z britanskima slopoma HMS Starling (U 66) in HMS Wild Goose (U 45); umrlo je vseh 56 članov posadke.

## Poveljniki
| Poveljniki |                                    |                 |                                  |
| Št.        | Čin                                | Ime             | Poveljstvo                       |
| 1.         | Kapitan korvete (Korvettenkapitän) | Wolfgang Heller | 1. marec 1943 - 6. november 1943 |

## Tehnični podatki
{{subst:Tip-842}}